# Clavus quadratus
Clavus quadratus é uma espécie de gastrópode do gênero Clavus, pertencente a família Drilliidae.